# Lista vicepreședinților de state din anul 2017
Lista vicepreședinților în anul 2017 se bazează pe Lista statelor lumii și pe Lista de teritorii dependente, așa cum sunt ele cunoscute de la 1 ianuarie 2017 pâna la 31 decembrie 2017.
Gruparea acestora s-a făcut pe baza statutului entitătii pe care o reprezintă după cim urmează State independente recunoscute cvasigeneral, State independente recunoscute parțial de comunitatea internațională, State independente nerecunoscute, Teritorii nesuverane și Guverne alternative și / sau în exil. Vicepreședintele (numele oficial al funcției poate diferi de la stat la stat conform uzanțelor naționale) este  personalitatea politică a cărui primă funcție este de a înlocui președintele  atunci când acesta este absent, demisonat, decedat sau nu este disponibil pentru a-și Indplini atribuțiile indiferent din ce motiv. Pot avea vicepreședinți și teritoriile autonome dependente.

## State independente recunoscute cvasigeneral
| Statul                     | Funcția                                                                                            | Numele | Începând cu                                                                |                |
| -------------------------- | -------------------------------------------------------------------------------------------------- | --- | -------------------------------------------------------------------------- | -------------- |
| ' Afganistan               | Primul vicepreședinte                                                                              | Abdul Rashid Dostum | 29 septembrie 2014                                                         |                |
| ' Afganistan               | Al doilea vicepreședinte                                                                           | Sarwar Danish | 29 septembrie 2014                                                         |                |
| Africa de Sud              | Președinte adjunct                                                                                 | Cyril Ramaphosa | 26 mai 2014                                                                |                |
| Angola                     | Vicepresedinți (succesivi)                                                                         | Bornito de Sousa | 26 septembrie 2017                                                         |                |
| Angola                     | Vicepresedinți (succesivi)                                                                         | Manuel Vicente | 26 septembrie 2012                                                         |                |
| Argentina                  | Vicepreședinte                                                                                     | Gabriela Michetti | 10 decembrie 2015                                                          |                |
| Azerbaidjan                | Prim vicepreședinte                                                                                | Mehriban Aliyeva | 21 februarie 2017                                                          |                |
| Azerbaidjan                | Prim vicepreședinte                                                                                | funcție vacantă | 26 septembrie 2016                                                         |                |
| Birmania                   | Vicepresedinte                                                                                     | Myint Swe | 30 martie 2016                                                             |                |
| Birmania                   | Vicepresedinte                                                                                     | Henry Van Thio | 30 martie 2016                                                             |                |
| Birmania                   | Vicepresedinte                                                                                     | funcție vacantă | 30 martie 2011                                                             |                |
| Bolivia                    | Vicepreședinte                                                                                     | Álvaro García Linera | 22 ianuarie 2006                                                           |                |
| Botswana                   | Vicepreședinte                                                                                     | Mokgweetsi Masisi | 12 noiembrie 2014                                                          |                |
| Brazilia                   | Vicepreședinte                                                                                     | funcție vacantă | 31 august 2016                                                             |                |
| Bulgaria                   | Vicepreședinte (succesive)                                                                         | Iliana Iotova | 22 ianuarie 2017                                                           |                |
| Bulgaria                   | Vicepreședinte (succesive)                                                                         | Margarita Popova | 22 ianuarie 2012                                                           |                |
| Burundi                    | Primul vicepreședinte                                                                              | Gaston Sindimwo | 20 august 2015                                                             |                |
| Burundi                    | Al doilea vicepreședinte                                                                           | Joseph Butore | 20 august 2015                                                             |                |
| China (vezi și : §2)       | Vicepreședinte                                                                                     | Li Yuanchao | 14 martie 2013                                                             |                |
| Cipru                      | Vicepreședinte                                                                                     | funcție vacantă | iulie 1974                                                                 |                |
| Coasta de Fildeș           | Vicepreședinte                                                                                     | Daniel Kablan Duncan (interimar) | 10 ianuarie 2017                                                           |                |
| Coasta de Fildeș           | Vicepreședinte                                                                                     | funcție vacantă | 6 noiembrie 2016                                                           |                |
| Columbia                   | Vicepreședinți (succesivi)                                                                         | Oscar Naranjo | 16 martie 2017                                                             |                |
| Columbia                   | Vicepreședinți (succesivi)                                                                         | Germán Vargas Lleras | 7 august 2014                                                              |                |
| Comore                     | Vicepreședinte pentru insula Mohéli                                                                | Abdallah Said Sarouma (însărcinat cu Transporturile, Poșta și Telecomunicațiile și Tehnologia Informației și Comunicațiilor)        | 26 mai 2016                                                                |                |
| Comore                     | Vicepreședinte pentru insula Grand Comore                                                          | Djaffar Ahmed Said (însărcinat cu Economia, Planificarea, Industria, Meserile, Investitiile, Sectorul Privat și Afacerile funciare) | 26 mai 2016                                                                |                |
| Comore                     | Vicepreședinte pentru insula Anjouan                                                               | Moustadroine Abdou (însărcinat cu Agricultura, Pescuitul, Mediul, Amenajarea Teritoriului si Urbanismul)                            | 26 mai 2016                                                                |                |
| Coreeană, R.P.D.           | Vicepresedinte al Comisiei Afacerilor de Stat                                                      | Hwang Pyong-so | 26 iunie 2016                                                              |                |
| Coreeană, R.P.D.           | Vicepresedinte al Comisiei Afacerilor de Stat                                                      | Choe Ryong Hae | 26 iunie 2016                                                              |                |
| Coreeană, R.P.D.           | Vicepresedinte al Comisiei Afacerilor de Stat                                                      | Pak Pong Ju | 26 iunie 2016                                                              |                |
| Coreeană, R.P.D.           | Vicepresedinte al Prezidiului Adunării Populare Supreme                                            | Kim Yong Dae | aprilie 2009                                                               |                |
| Coreeană, R.P.D.           | Vicepresedinte al Prezidiului Adunării Populare Supreme                                            | Yang Hyong-sop | 5 septembrie 1998                                                          |                |
| Coreeană, R.P.D.           | Vicepresedinte de onoare al Prezidiului Adunării Populare Supreme                                  | Choe Yong Rim | aprilie 2013                                                               |                |
| Coreeană, R.P.D.           | Vicepresedinte de onoare al Prezidiului Adunării Populare Supreme                                  | Kim Yong Ju | septembrie 2003                                                            |                |
| Costa Rica                 | Primul vicepreședinte                                                                              | Helio Fallas Venegas | 8 mai 2014                                                                 |                |
| Costa Rica                 | A doua vicepreședintă                                                                              | Ana Helena Chacón Echeverría | 8 mai 2014                                                                 |                |
| Cuba                       | Prim vicepreședinte al Consiliului de Stat                                                         | Miguel Díaz-Canel | 24 februarie 2013                                                          |                |
| Cuba                       | Vicepreședintă a Consilului de Stat                                                                | Gladys María Bejerano Portela | 11 septembrie 2009                                                         |                |
| Cuba                       | Vicepreședintă a Consilului de Stat                                                                | Mercedes Lopez Acea | 24 februarie 2013                                                          |                |
| Cuba                       | Vicepreședinte al Consilului de Stat                                                               | Jose Ramon Machado Ventura | 24 februarie 2013                                                          |                |
| Cuba                       | Vicepreședinte al Consilului de Stat                                                               | Ramiro Valdes Menendez | 20 decembrie 2009                                                          |                |
| Cuba                       | Vicepreședinte al Consilului de Stat                                                               | Salvador Valdes Mesa | 24 februarie 2013                                                          |                |
| Dominicană, Republica      | Vicepreședintă                                                                                     | Margarita Cedeño de Fernández | 16 august 2012                                                             |                |
| Ecuador                    | Vicepreședinți                                                                                     | María Vicuña (interimară) | 4 octombrie 2017                                                           |                |
| Ecuador                    | Vicepreședinți                                                                                     | Sandra Naranjo (interimară) , | 13 martie 2017 - 30 martie 2017                                            |                |
| Ecuador                    | Vicepreședinți                                                                                     | Sandra Naranjo (interimară) | 4 ianuarie 2017 - 20 februarie 2017                                        |                |
| Ecuador                    | Vicepreședinți                                                                                     | Jorge Glas , | 24 mai 2013                                                                |                |
| El Salvador                | Vicepreședinte                                                                                     | Óscar Ortiz | 1 iunie 2014                                                               |                |
| Elveția                    | Vicepreședinte                                                                                     | Alain Berset | 1 ianuarie 2017                                                            |                |
| Emiratele Arabe Unite      | Vicepreședinte                                                                                     | Mohammed bin Rashid Al Maktoum | 11 februarie 2006                                                          |                |
| Filipine                   | Vicepreședintă                                                                                     | Leni Robredo | 30 iunie 2016                                                              |                |
| Gabon                      | Vicepresedinte                                                                                     | Pierre-Claver Maganga Moussavou | august 2017                                                                |                |
| Gambia                     | Vicepreședinți (succesivi)                                                                         | Fatoumata Tambajang | 22 februarie 2017                                                          |                |
| Gambia                     | Vicepreședinți (succesivi)                                                                         | funcție vacantă | 18 ianuarie 2017                                                           |                |
| Gambia                     | Vicepreședinți (succesivi)                                                                         | Isatou Njie-Saidy | 20 martie 1997                                                             |                |
| Ghana                      | Vicepreședinți (succesivi)                                                                         | Mahamudu Bawumia | 7 ianuarie 2017                                                            |                |
| Ghana                      | Vicepreședinți (succesivi)                                                                         | Kwesi Amissah-Arthur | 6 august 2012                                                              |                |
| Guatemala                  | Vicepreședinte                                                                                     | Jafeth Cabrera | 14 ianuarie 2016                                                           |                |
| Guineea Ecuatorială        | Vicepreședinte                                                                                     | Teodoro Nguema Obiang Mangue , | 22 iunie 2016                                                              |                |
| Guyana                     | Primul vicepreședinte                                                                              | Moses Nagamootoo | 20 mai 2015                                                                |                |
| Guyana                     | Al doilea vicepreședinte                                                                           | Khemraj Ramjattan | 20 mai 2015                                                                |                |
| Guyana                     | Al treilea vicepreședinte                                                                          | Carl Greenidge | 20 mai 2015                                                                |                |
| Guyana                     | Al patrelea vicepreședinte                                                                         | Sydney Allicock | 19 mai 2015                                                                |                |
| Honduras                   | Primul vicepreședinte                                                                              | Ricardo Antonio Alvarez Arias | 27 ianuarie 2014                                                           |                |
| Honduras                   | A doua vicepreședintă                                                                              | Ana Rossana Guevara Pinto | 27 ianuarie 2014                                                           |                |
| Honduras                   | Al treia vicepreședintă                                                                            | Lorena Enriqueta Herrera Estevez | 27 ianuarie 2014                                                           |                |
| India                      | Vicepreședinți (succesivi)                                                                         | Venkaiah Naidu | 11 august 2017                                                             |                |
| India                      | Vicepreședinți (succesivi)                                                                         | Mohammad Hamid Ansari | 11 august 2007                                                             |                |
| Indonezia                  | Vicepreședinte                                                                                     | Jusuf Kalla | 20 octombrie 2014                                                          |                |
| Irak · (vezi și : §4)      | Vicepresedinte                                                                                     | Nouri al-Maliki | 10 octombrie 2016                                                          |                |
| Irak · (vezi și : §4)      | Vicepresedinte                                                                                     | Osama al-Nujaifi | 10 octombrie 2016                                                          |                |
| Irak · (vezi și : §4)      | Vicepresedinte                                                                                     | Ayad Allawi | 10 octombrie 2016                                                          |                |
| Iran                       | Prim vicepreședinte                                                                                | Eshaq Jahangiri | 4 august 2013                                                              |                |
| Iran                       | Vicepreședinte pentru Afaceri Executive                                                            | funcție desființată | 20 august 2017                                                             |                |
| Iran                       | Vicepreședinte pentru Afaceri Executive                                                            | Mohammad Shariatmadari | 8 octombrie 2013                                                           |                |
| Iran                       | Vicepreședinte pentru Afaceri Economice                                                            | Mohammad Nahavandian | 20 august 2017                                                             |                |
| Iran                       | Vicepreședinte și Șef sl Organizației pentru Plan și Buget                                         | Mohammad Bagher Nobakht | 2 august 2016                                                              |                |
| Iran                       | Vicepreședintă pentru Afaceri Legale                                                               | Laaya Joneidi | 9 august 2017                                                              |                |
| Iran                       | Vicepreședinte pentru Afaceri Legale și Parlamentare                                               | funcție înlocuită | 20 august 2017                                                             |                |
| Iran                       | Vicepreședinte pentru Afaceri Legale și Parlamentare                                               | Majid Ansari | 12 iulie 2016                                                              |                |
| Iran                       | Vicepreședinte pentru Afaceri Parlamentare                                                         | Hossein-Ali Amiri | 12 iulie 2016                                                              |                |
| Iran                       | Vicepreședinte pentru Știință și Tehnologie și Președinte al Fundației pentru Elitele Naționale    | Sorena Sattari | 4 octombrie 2013                                                           |                |
| Iran                       | Vicepreședinte pentru Afacerile Femeilor și Familiei (succesive)                                   | Masoumeh Ebtekar | 9 august 2017                                                              |                |
| Iran                       | Vicepreședinte pentru Afacerile Femeilor și Familiei (succesive)                                   | Shahindokht Molaverdi | 8 octombrie 2013                                                           |                |
| Iran                       | Vicepreședinț și Șefi ai Organizației pentru Moștenirea Culturală. Artizanat și Turism (succesivi) | Ali Asghar Mounesan | 13 august 2017                                                             |                |
| Iran                       | Vicepreședinț și Șefi ai Organizației pentru Moștenirea Culturală. Artizanat și Turism (succesivi) | Zahra Ahmadipour | 6 noiembrie 2016                                                           |                |
| Iran                       | Vicepreședinte și Șef al Organizației pentru Energia Atomică                                       | Ali Akbar Salehi | 16 august 2013                                                             |                |
| Iran                       | Vicepreședinte și Șef al Fundației pentru Afacerile Martirilor și Veteranilor                      | Mohammad-Ali Shahidi | 15 septembrie 2013                                                         |                |
| Iran                       | Vicepreședinți și Șefi ai Organizației pentru Protecția Mediului (succesivi)                       | Isa Kalantari | 13 august 2017                                                             |                |
| Iran                       | Vicepreședinți și Șefi ai Organizației pentru Protecția Mediului (succesivi)                       | Masoumeh Ebtekar , | 10 septembrie 2013                                                         |                |
| Iran                       | Vicepreședinte și Șef al Organizației Administrative și de Recrutare                               | Jamshid Ansari | 2 august 2016                                                              |                |
| Kenya                      | Președinte adjunct                                                                                 | William Ruto | 9 aprilie 2013                                                             |                |
| Kiribati                   | Vicepreședinte                                                                                     | Kourabi Nenem | 13 martie 2016                                                             |                |
| Laos                       | Vicepresedinte                                                                                     | Phankham Viphavan | 19 aprilie 2016                                                            |                |
| Libia · (vezi și : §5)     | Vicepreședinte al Consiliului Prezidențial                                                         | funcție desfinițată | 2 ianuarie 2017                                                            |                |
| Libia · (vezi și : §5)     | Vicepreședinte al Consiliului Prezidențial                                                         | Musa Al-Koni (corevendicator ȋncepȃnd cu 12 martie 2016)                                                                            | 12 martie 2016 (corevendicator din 12 martie 2016 până în 2 ianuarie 2017) | 12 martie 2016 |
| Libia · (vezi și : §5)     | Vicepreședinte al Consiliului Prezidențial                                                         | Fathi Al-Majbari , (corevendicator ȋncepȃnd cu 12 martie 2016)                                                                      | 12 martie 2016                                                             |                |
| Libia · (vezi și : §5)     | Vicepreședinte al Consiliului Prezidențial                                                         | Abdulsalam Kajman , (corevendicator ȋncepȃnd cu 12 martie 2016)                                                                     | 12 martie 2016                                                             |                |
| Libia · (vezi și : §5)     | Vicepreședinte al Consiliului Prezidențial                                                         | Ahmed Maiteeq , (corevendicator ȋncepȃnd cu 12 martie 2016)                                                                         | 12 martie 2016                                                             |                |
| Libia · (vezi și : §5)     | Vicepreședinte al Consiliului Prezidențial                                                         | Ali Faraj Qatrani , (corevendicator ȋncepȃnd cu 12 martie 2016)                                                                     | 12 martie 2016                                                             |                |
| Malawi                     | Vicepreședinte                                                                                     | Saulos Chilima | 31 mai 2014                                                                |                |
| Maldive                    | Vicepreședinte                                                                                     | Abdulla Jihad | 22 iunie 2016                                                              |                |
| Mauritius                  | Vicepreședinte                                                                                     | Barlen Vyapoory | 29 martie 2016                                                             |                |
| Micronezia                 | Vicepreședinte                                                                                     | Yosiwo George | 11 mai 2015                                                                |                |
| Namibia                    | Vicepreședinte                                                                                     | Nickey Iyambo | 21 martie 2015                                                             |                |
| Nepal                      | Vicepresedinte                                                                                     | Nanda Kishor Pun | 31 octombrie 2015                                                          |                |
| Nicaragua                  | Vicepreședinți (succesivi)                                                                         | Rosario Murillo | 10 ianuarie 2017                                                           |                |
| Nicaragua                  | Vicepreședinți (succesivi)                                                                         | Moises Omar Halleslevens Acevedo | 10 ianuarie 2012                                                           |                |
| Nigeria                    | Vicepreședinte                                                                                     | Yemi Osinbajo | 29 mai 2015                                                                |                |
| Palau                      | Vicepreședinți (succesivi)                                                                         | Raynold Oilouch | 19 ianuarie 2017                                                           |                |
| Palau                      | Vicepreședinți (succesivi)                                                                         | Antonio Bells | 17 ianuarie 2013                                                           |                |
| Panama                     | Vicepreședintă                                                                                     | Isabel Saint Malo | 1 iulie 2014                                                               |                |
| Paraguay                   | Vicepreședinte                                                                                     | Juan Afara | 15 august 2013                                                             |                |
| Peru                       | Primul vicepreședinte                                                                              | Martín Vizcarra | 28 iulie 2016                                                              |                |
| Peru                       | Al doilea vicepreședinte                                                                           | Mercedes Aráoz | 26 iulie 2016                                                              |                |
| Samoa                      | Membru în Consiliul Deputaților                                                                    | funcție vacantă | 21 iulie 2017                                                              |                |
| Samoa                      | Membru în Consiliul Deputaților                                                                    | Va'aletoa Sualauvi II | 2004                                                                       |                |
| Samoa                      | Membru în Consiliul Deputaților                                                                    | Tuiloma Pule Lameko | 28 ianuarie 2016                                                           |                |
| Samoa                      | Membru în Consiliul Deputaților                                                                    | Le Mamea Ropati | 28 ianuarie 2016                                                           |                |
| Seychelles                 | Vicepreședinte                                                                                     | Vincent Meriton | 28 octombrie 2016                                                          |                |
| Sierra Leone               | Vicepreședinte                                                                                     | Victor Bockarie Foh | 19 martie 2015                                                             |                |
| Siria · (vezi și : §5)     | Vicepreședintă                                                                                     | Najah al-Attar | 23 martie 2006                                                             |                |
| Statele Unite ale Americii | Vicepreședinți (succesivi)                                                                         | Mike Pence | 20 ianuarie 2017                                                           |                |
| Statele Unite ale Americii | Vicepreședinți (succesivi)                                                                         | Joe Biden | 20 ianuarie 2009                                                           |                |
| Sudan                      | Primul vicepresedinte                                                                              | Bakri Hassan Saleh | 8 decembrie 2013                                                           |                |
| Sudan                      | Al doilea vicepresedinte                                                                           | Hassabu Mohamed Abdalrahman | 7 decembrie 2013                                                           |                |
| Sudanul de Sud             | Primul vicepreședinte                                                                              | Taban Deng Gai | 23 iulie 2016                                                              |                |
| Sudanul de Sud             | Vicepreședinte                                                                                     | James Wani Igga | 25 august 2013                                                             |                |
| Surinam                    | Vicepreședinte                                                                                     | Ashwin Adhin | 1 februarie 2016                                                           |                |
| Tanzania · (vezi și : §4)  | Vicepreședintă                                                                                     | Samia Suluhu | 5 noiembrie 2015                                                           |                |
| Uganda                     | Vicepresedinte                                                                                     | Edward Ssekandi | 24 mai 2011                                                                |                |
| Uruguay                    | Vicepreședinți (succesivi)                                                                         | Lucía Topolansky | 13 septembrie 2017                                                         |                |
| Uruguay                    | Vicepreședinți (succesivi)                                                                         | Raúl Fernando Sendic Rodríguez | 1 martie 2015                                                              |                |
| Venezuela                  | Vicepreședinți executivi (succesivi)                                                               | Tareck El Aissami | 4 ianuarie 2017                                                            |                |
| Venezuela                  | Vicepreședinți executivi (succesivi)                                                               | Aristóbulo Istúriz | 6 ianuarie 2016                                                            |                |
| Vietnam                    | Vicepreședintă                                                                                     | Đặng Thị Ngọc Thịnh | 8 aprilie 2016                                                             |                |
| Yemen · (vezi și : §5)     | Vicepreședinte                                                                                     | Ali Mohsen al-Ahmar (corevendicator din 4 aprilie 2016 pȃnǎ ȋn 13 decembrie 2017)                                                   | 4 aprilie 2016                                                             |                |
| Zambia                     | Vicepreședintă                                                                                     | Inonge Wina | 26 ianuarie 2015                                                           |                |
| Zimbabwe                   | Primi Vicepreședinți (succesivi)                                                                   | Constantino Chiwenga | 28 decembrie 2017                                                          |                |
| Zimbabwe                   | Primi Vicepreședinți (succesivi)                                                                   | funcție vacantă | 27 noiembrie 2017                                                          |                |
| Zimbabwe                   | Primi Vicepreședinți (succesivi)                                                                   | neclar funcție vacantă (de facto) sau - Phelekezela Mphoko (de jure, nominal, nu a preluat atribuțiile)                             | 21 noiembrie 2017                                                          |                |
| Zimbabwe                   | Primi Vicepreședinți (succesivi)                                                                   | neclar - Phelekezela Mphoko sau - Emmerson Mnangagwa (restaurat post factum nu putea exercita atribuțiile)                          | 6 noiembrie 2017                                                           |                |
| Zimbabwe                   | Primi Vicepreședinți (succesivi)                                                                   | Emmerson Mnangagwa | 12 decembrie 2014                                                          |                |
| Zimbabwe                   | Al doilea vicepreședinte                                                                           | Kembo Mohadi | 28 decembrie 2017                                                          |                |
| Zimbabwe                   | Al doilea vicepreședinte                                                                           | funcție vacantă | 21 noiembrie 2017                                                          |                |
| Zimbabwe                   | Al doilea vicepreședinte                                                                           | neclar - funcție vacantă sau - Phelekezela Mphoko (readus post factum pe funcție, nu putea exercita atribuțiile)                    | 6 noiembrie 2017                                                           |                |
| Zimbabwe                   | Al doilea vicepreședinte                                                                           | Phelekezela Mphoko | 12 decembrie 2014                                                          |                |

## State independente recunoscute parțial
| Statul și statutul | Separat din | Funcția        | Numele         | Începând cu        |
| ------------------ | ----------- | -------------- | -------------- | ------------------ |
| Abhazia            | Georgia     | Vicepreședinte | Vitali Gabnia  | 25 septembrie 2014 |
| Taiwan             | China       | Vicepreședinte | Chen Chien-jen | 20 mai 2016        |

## State independente nerecunoscute
| Statul și statutul | Separat din | Funcția                   | Numele             | Începând cu       |
| ------------------ | ----------- | ------------------------- | ------------------ | ----------------- |
| Catalonia          | Spania      | tentativă lichidată       |                    | 30 octombrie 2017 |
| Catalonia          | Spania      | Vicepreședinte (de facto) | Oriol Junqueras    | 27 octombrie 2017 |
| Somaliland         | Somalia     | Vicepreședinte            | Abdirahman Saylici | 27 iulie 2010     |

## Teritorii nesuverane
| Teritoriu              | Suveranitate                                | Funcția                    | Numele                             | Începând cu       |
| ---------------------- | ------------------------------------------- | -------------------------- | ---------------------------------- | ----------------- |
| Bougainville, Insulele | Papua Noua Guinee                           | Vicepreședinți (succesivi) | Raymond Masono                     | 22 februarie 2017 |
| Bougainville, Insulele | Papua Noua Guinee                           | Vicepreședinți (succesivi) | Patrick Nisira                     | 10 iunie 2010     |
| , Galmudug             | Somalia · (Stat autonom în cadrul Somaliei) | Vicepreședinte             | Mohamed Hashi Abdi                 | 4 iulie 2015      |
| Hirshabeelle           | Somalia · (Stat autonom în cadrul Somaliei} | Vicepreședinte             | Ali Abdullahi Hussein              | octombrie 2016    |
| Jubaland               | Somalia · (Stat autonom în cadrul Somaliei} | Prim vicepreședinte        | Mahmoud Sayid Adan                 | 15 mai 2016       |
| Jubaland               | Somalia · (Stat autonom în cadrul Somaliei} | Al doilea vicepreședinte   | Abdulkadir Haji Mohamed Luga-Dhere | 16 august 2015 ?  |
| Kurdistanul Irakian    | Irak                                        | Vicepreședinte             | vacant                             | 1 noiembrie 2017  |
| Kurdistanul Irakian    | Irak                                        | Vicepreședinte             | Kosrat Rasul Ali                   | 14 iunie 2005     |
| Puntland               | Somalia · (Stat autonom în cadrul Somaliei) | Vicepreședinte             | Abdihakim Amey                     | 8 ianuarie 2014   |
| Zanzibar, Arhipelagul  | Tanzania                                    | Vicepreședinte             | Seif Sharif Hamad                  | 9 noiembrie 2010  |
| Zanzibar, Arhipelagul  | Tanzania                                    | Vicepreședinte             | Seif Ali Iddi                      | noiembrie 2010    |

## Guverne în exil și / sau alterantive
| Teritoriu                                   | Suveranitate și statut                                                                             | Funcția                                                                                            | Numele                                                                                         | Începând cu       |
| ------------------------------------------- | -------------------------------------------------------------------------------------------------- | -------------------------------------------------------------------------------------------------- | ---------------------------------------------------------------------------------------------- | ----------------- |
| Republica Autonemă Abhazia                  | Georgia · Abhazia · Guvernul Republicii Autoneme Abhazia                                           | Președinte adjunct al Consliului Suprem                                                            | Tamaz Khubua                                                                                   | aprilie 2009      |
| Khatumo                                     | Somalia · (Stat autonom nerecunoscut în cadrul Somaliei)                                           | Vicepreședinți (succesivi)                                                                         | Mahomed Caano Nuug                                                                             | august? 2017      |
| Khatumo                                     | Somalia · (Stat autonom nerecunoscut în cadrul Somaliei)                                           | Vicepreședinți (succesivi)                                                                         | Abdallah Haybe Agalule                                                                         | august 2014       |
| Guvernul provizoriu al Libiei               | Libia · (Guvern alternativ instituit de Camera Reprezentanților din Libia)                         | Președinte Adjunct al Camerei Reprezentanțlor                                                      | Imhemed Shaib , (corevendicator ȋncepȃnd cu august 2014)                                       | 5 august 2014     |
| Guvernul provizoriu al Libiei               | Libia · (Guvern alternativ instituit de Camera Reprezentanților din Libia)                         | Președinte Adjunct al Camerei Reprezentanțlor                                                      | Ahmed Huma , (corevendicator ȋncepȃnd cu august 2014)                                          | 5 august 2014     |
| Guvernul Interimar al Siriei                | Siria · (Guvern alternativ al opoziției siriene)                                                   | Vicepreședinți ai Coaliției Naționale a Forțelor de Opoziție și a Revoluției din Siria (succesivi) | Abdulrahman Mustafa                                                                            | 5 mai 2017        |
| Guvernul Interimar al Siriei                | Mouaffaq Nyrabia                                                                                   | Vicepreședinți ai Coaliției Naționale a Forțelor de Opoziție și a Revoluției din Siria (succesivi) | 5 martie 2016                                                                                  |                   |
| Guvernul Interimar al Siriei                | Vicepreședinți ai Coaliției Naționale a Forțelor de Opoziție și a Revoluției din Siria (succesivi) | Salwa Ktaw                                                                                         | 5 mai 2017                                                                                     |                   |
| Guvernul Interimar al Siriei                | Vicepreședinți ai Coaliției Naționale a Forțelor de Opoziție și a Revoluției din Siria (succesivi) | Abdul Hakim Bashar                                                                                 | 5 martie 2016                                                                                  |                   |
| Guvernul Interimar al Siriei                | Vicepreședinte al Coaliției Naționale a Forțelor de Opoziție și a Revoluției din Siria             | vacant                                                                                             | 5 mai 2017                                                                                     |                   |
| Guvernul Interimar al Siriei                | Vicepreședinte al Coaliției Naționale a Forțelor de Opoziție și a Revoluției din Siria             | Samira al-Masalma                                                                                  | 5 martie 2016                                                                                  |                   |
| Guvernul Salvǎrii Naționale al Yemenului    | Yemen · (Guvern alternativ al Consiliului Politic Suprem)                                          | Președinți adjuncți ai Consiliului Politic Suprem (succesivi)                                      | funcție vacantă?                                                                               | 13 decembrie 2017 |
| Guvernul Salvǎrii Naționale al Yemenului    | Yemen · (Guvern alternativ al Consiliului Politic Suprem)                                          | Președinți adjuncți ai Consiliului Politic Suprem (succesivi)                                      | Qasim Muhammad Qasim al-Kasadi (corevendicator din din 20 noiembrie până în 13 decembrie 2017) | 20 noiembrie 2017 |
| Guvernul Salvǎrii Naționale al Yemenului    | Yemen · (Guvern alternativ al Consiliului Politic Suprem)                                          | Președinți adjuncți ai Consiliului Politic Suprem (succesivi)                                      | Qassem Labozah (corevendicator din 14 august 2016 până în 20 noiembrie 2017)                   | 14 august 2016    |
| Consiliul de Trnaziție al Sudului Yemenului | Yemen · Guvernul Consiliului de Tranaziție al Sudului Yemenului                                    | Vicepreședinte al Comisiei Prezidențiale                                                           | Hani Bin Breiki                                                                                | 11 mai 2017       |